# Rain (canción de Mika)
«Rain» (en español: «Lluvia») es una canción del cantante anglo-libanés Mika. Fue lanzada para el álbum The Boy Who Knew Too Much el 20 de octubre de 2009 (2010 en Estados Unidos). Contó con el famoso programador musical Greg Wells, el violinista Owen Pallett y el corista Tim Pierce.

## Crítica
La canción recibió críticas muy positivas de la mayoría de los críticos. Nick Levene, de la compañía Digital Spy, le dio a la canción 4 estrellas (de 5) y dijo: "Aquellos convencidos de que mucho había cambiado cuando Mika regresó con We Are Golden este verano deben estar agradablemente sorprendidos con 'Rain', el segundo sencillo de su segundo álbum. Los gritos se frenan, los ganchos infantiles de la canción se han zanjado y en su lugar se nos trata con una mezcla de sintetizadores, voces en capas brillantes y punzantes, y de golpes de club. Tal como construye hacia un crescendo a la vez intrigante y oscuro glitteringly mágico, Mika demuestra que es perfectamente capaz de canalizar su hiperactividad en la dirección correcta. Aquí está la esperanza para más de esto en el futuro". Phares Heather, de Allmusic, dice que "Rain" es muy parecida al beat de la canción «Relax Take It Easy», describiéndola como una canción disco-pop melancólica.

## Vídeo musical
El vídeo musical de "Rain" fue filmado en el bosque de Epping, en Essex, y se estrenó en línea el 16 de octubre de 2009. Fue dirigido por Nez Khammal. El vídeo transcurre en un oscuro bosque encantado con Mika despertando bajo una carpa de colores. Pronto se ve acompañado por varios duendes y criaturas extrañas que bailan alrededor de él al principio, pero al final lo persiguen por el bosque en medio de fuegos artificiales que estallan.

## Formatos
| Reino Unido – CD sencillo |                                    |          |  |
| N.º                       | Título                             | Duración |  |
| 1.                        | «Rain»                             | 3:43     |  |
| 3.                        | «Rain» (Seamus Haji Big Love Edit) | 3:05     |  |

| Italia – CD sencillo |                                        |          |  |
| N.º                  | Título                                 | Duración |  |
| 1.                   | «Rain» (Benny Benassi Edit)            | 3:29     |  |
| 2.                   | «Rain» (Seamus Haji Big Love Edit)     | 3:08     |  |
| 3.                   | «Rain» (Diamenco Torti Edit)           | 3:36     |  |
| 4.                   | «Rain» (Benny Benassi Remix)           | 6:10     |  |
| 5.                   | «Rain» (Benny Benassi Dub)             | 6:13     |  |
| 6.                   | «Rain» (Seamus Haji Big Love Remix)    | 8:25     |  |
| 7.                   | «Rain» (Diamenco Torti Extended Remix) | 6:17     |  |
| 8.                   | «Rain» (Magistrates Remix)             | 4:34     |  |
| 9.                   | «Rain» (Radio Edit)                    | 3:26     |  |

## Posiciones
| Lista (2009-10)                 | Mejor posición |
| ------------------------------- | -------------- |
| Australia (ARIA)                | 90             |
| Alemania (Media Control AG)     | 56             |
| Bélgica (Flandes) (Ultratop 50) | 5              |
| Bélgica (Valonia) (Ultratop 50) | 3              |
| European Hot 100                | 13             |
| Eslovaquia (Rádio Top 100)      | 13             |
| Israel (Israeli Airplay Chart)  | 2              |
| España (Top 100 Canciones)      | 18             |
| Francia (SNEP)                  | 5              |
| Italia (FIMI)                   | 4              |
| Países Bajos (Dutch Top 40)     | 24             |
| Reino Unido (UK Singles Chart)  | 72             |
| Suiza (Schweizer Hitparade)     | 28             |

| País   | Organismo certificador | Certificación | Ventas |
| ------ | ---------------------- | ------------- | ------ |
| Italia | FIMI                   | Platino       | 30 000 |

## Personal
- Mika – voz, piano, corista
- Chris Nicolaides – corista
- Martin Waugh – corista
- Dan Rothchild – corista
- Owen Pallett – violín
- Tim Pierce – guitarra
- Greg Wells – piano, guitarra eléctrica, percusión, programación
- Stuart Price – Programación (sin acreditar)